# Frente Republicano Guatemalteco
El Frente Republicano Guatemalteco (FRG) fue un partido político guatemalteco de derecha a extrema derecha, fundado por el general Efraín Ríos Montt.
En 2013 el FRG fue disuelto para dar paso al Partido Republicano Institucional, con el propósito de dejar atrás la percepción negativa que tenía el antiguo partido en el imaginario social guatemalteco. A pesar de que la doctrina e ideología del PRI emanan del FRG, sus bases y dirigencias han cambiado. Este partido desaparecerá ya que en las elecciones generales de Guatemala de 2015 no obtuvo el porcentaje mínimo de votos en la elección presidencial (4 %) o 1 Diputado al congreso.

## Historia
Fundado en 1989 y formalmente inscrito como partido político el 10 de enero de 1990, el FRG escogió al general golpista José Efraín Ríos Montt como candidato para la presidencia del país, pero su candidatura fue anulada debido a que la constitución impedía a los dictadores aspirar a la presidencia, por lo que no se pudo presentar como candidato. Sin embargo el partido obtuvo 12 escaños en el Congreso de la República.
En las elecciones parlamentarias de 1994, el FRG consiguió 32 escaños parlamentarios convirtiéndose en el partido con mayor representación en el Congreso. En 1995, el candidato del FRG, Alfonso Portillo, perdió las elecciones en la segunda ronda por un estrecho margen. En 1999, el FRG ganó las elecciones presidenciales con Portillo y obtuvo la mayoría en el Congreso con 63 escaños uno de ellos para Ríos Montt, quién se convirtió en Presidente del Congreso. Posteriormente, la prohibición contra Ríos Montt para presentarse a las elecciones presidenciales de 2003 fue revocada por la Corte Suprema, lo que generó voces críticas asegurando que Ríos Montt había instalado simpatizantes suyos dentro de la Corte, manipulando así al Poder judicial.
A pesar de esto, la candidatura presidencial de José Efraín Ríos Montt no tuvo el impacto esperado, pues quedó de tercero en primera ronda (con el 19 % de los votos), y el FRG perdió la mayoría en el Congreso. En las elecciones legislativas del 9 de noviembre de 2003, el FRG consiguió de nuevo un respaldo del 19 %, obteniendo 43 de los 158 escaños parlamentarios, siendo la segunda fuerza política en número de representantes en el parlamento.
23 años después de su fundación, el secretario general del entonces FRG Luis Fernando Pérez Martínez y otros dirigentes del partido decidieron refundar la organización en la asamblea general de enero de 2013, cambiando el nombre del mismo por Partido Republicano Institucional y adoptando un símbolo idéntico al del Partido Revolucionario Institucional mexicano.
El partido renovado conservó su ideología y sus valores tradicionales, pero buscaba distanciarse de sus antiguas figuras principales: Ríos Montt, quien enfrenta un juicio por genocidio y crímenes de lesa humanidad cometidos durante el conflicto armado interno; Alfonso Portillo, expresidente de la República, ligado un proceso penal en su contra por peculado y lavado de dinero durante su gestión; y Luis Rabbé, exministro de Comunicaciones del gabinete de Portillo, quien ganó una diputación por la Unión del Cambio Nacional (UCN).

### Presidentes de Guatemala por el partido FRG
| Presidentes de Guatemala por el Partido Frente Republicano Guatemalteco |
|                                                                         |
| Alfonso Portillo 2000-2004                                              |

## Resultados electorales

### Presidenciales
| Año electoral | Candidato a presidente    | Candidato a vicepresidente   | 1.ª vuelta            | 1.ª vuelta            | 2.ª vuelta            | 2.ª vuelta            |
| Año electoral | Candidato a presidente    | Candidato a vicepresidente   | Total de votos        | Porcentaje de votos   | Total de votos        | Porcentaje de votos   |
| ------------- | ------------------------- | ---------------------------- | --------------------- | --------------------- | --------------------- | --------------------- |
| 1990          | Efraín Ríos Montt         | Harris Howell Whitbeck Piñol | Candidatura Rechazada | Candidatura Rechazada | Candidatura Rechazada | Candidatura Rechazada |
| 1995          | Efraín Ríos Montt         | Harris Howell Whitbeck Piñol | Candidatura Rechazada | Candidatura Rechazada | Candidatura Rechazada | Candidatura Rechazada |
| 1995          | Teresa Sosa               | Harris Howell Whitbeck Piñol | Candidatura Rechazada | Candidatura Rechazada | Candidatura Rechazada | Candidatura Rechazada |
| 1995          | Alfonso Portillo Cabrera  | Carlos Aníbal Méndez Cabrera | 341 364               | 22,04 % (2.º)         | 639 404               | 48,78 % (2.º)         |
| 1999          | Alfonso Portillo Cabrera  | Juan Francisco Reyes         | 1 045 820             | 47.72 % (1.º)         | 1 185 160             | 68.31 % (1.º)         |
| 2003          | Efraín Ríos Montt         | Edín Raymundo Barrientos     | 518 464               | 19,3 % (3.º)          |                       |                       |
| 2007          | Luis Armando Rabbé Tejada | Haroldo Eric Quej Chen       | 239 204               | 7,30 % (5.º)          |                       |                       |
| 2011          | Zury Ríos                 | No pudo participar           | No pudo participar    | No pudo participar    | No pudo participar    | No pudo participar    |

### Legislativos
Estos son los resultados que obtuvo en las participaciones que tuvo a partir de 1990:
| Año electoral | Distritales    | Distritales | Distritales | Distritales | Listado Nacional | Listado Nacional | Listado Nacional | Listado Nacional | Total  |
| Año electoral | Total de votos | Porcentaje  | Escaños     | +/-         | Total de votos   | Porcentaje       | Escaños          | +/-              | Total  |
| ------------- | -------------- | ----------- | ----------- | ----------- | ---------------- | ---------------- | ---------------- | ---------------- | ------ |
| 1990          | 215.155        |             | 12/87       | 12          | No postuló       | No postuló       | 0/29             | -                | 12/116 |
| 1994          | 172.649        |             | 25/64       | 13          | 206.960          |                  | 7/16             | 7                | 32/80  |
| 1995          | 243.208        | 21,54 %     | 17/64       | 8           | 295.226          | 19,91 %          | 4/16             | 3                | 21/80  |
| 1999          | 801.076        |             | 52/91       | 35          | 884.039          |                  | 11/22            | 7                | 63/113 |
| 2003          | 522,670        |             | 36/127      | 16          | 502.470          |                  | 7/31             | 4                | 43/158 |
| 2007          | 304.255        | 9,56 %      | 11/127      | 25          | 306.166          | 9,71 %           | 3/31             | 4                | 14/158 |
| 2011          | 112.030        | 2,57 %      | 0/127       | 11          | 119.585          | 2,74 %           | 1/31             | 2                | 1/158  |

### Municipales
| Comicios | Votos   | %       | Alcaldes | Alcaldes en coalición     |
| -------- | ------- | ------- | -------- | ------------------------- |
| 1990     | 84.677  | 6,33 %  | 17/300   | 2/300                     |
| 1993     | 17.913  | 1,81 %  | 5/276    | No participó en coalición |
| 1995     | 313.336 | 15,67 % | 47/300   | No participó en coalición |
| 1998     | 24.232  | 6,67 %  | 2/30     | No participó en coalición |
| 1999     | 219.219 | 46,36 % | 153/330  | No participó en coalición |
| 2003     | 574.404 | 36,85 % | 121/331  | No participó en coalición |
| 2007     | 239,208 | 6,90 %  | 23/332   | No participó en coalición |
| 2011     | 76,452  | 1,64 %  | 2/333    | No participó en coalición |

### Parlamento Centroamericano
| Año electoral | Total de votos | Porcentaje   | Escaños | +/- |
| ------------- | -------------- | ------------ | ------- | --- |
| 1990          | No participó   | No participó | 0/20    |     |
| 1995          |                |              | 5/20    | 5   |
| 1999          |                |              | 10/20   | 5   |
| 2003          |                |              | 5/20    | 5   |
| 2011          | 112.954        | 2,70 %       | 0/20    | 5   |